# Arrondissement d'Avtozavodski
L'arrondissement d'Avtozavodski (russe : Автозаво́дский район) est l'un des huit arrondissements de la ville de Nijni Novgorod. Le nom abrégé est Avtozavod (français : l'usine automobile). Il a été créé en 1932 autour de l'usine automobile de Gorki.
L'indicatif téléphonique du district est +7 831 257-**-**.
L'aéroport international de Nijni Novgorod est situé dans cet arrondissement.

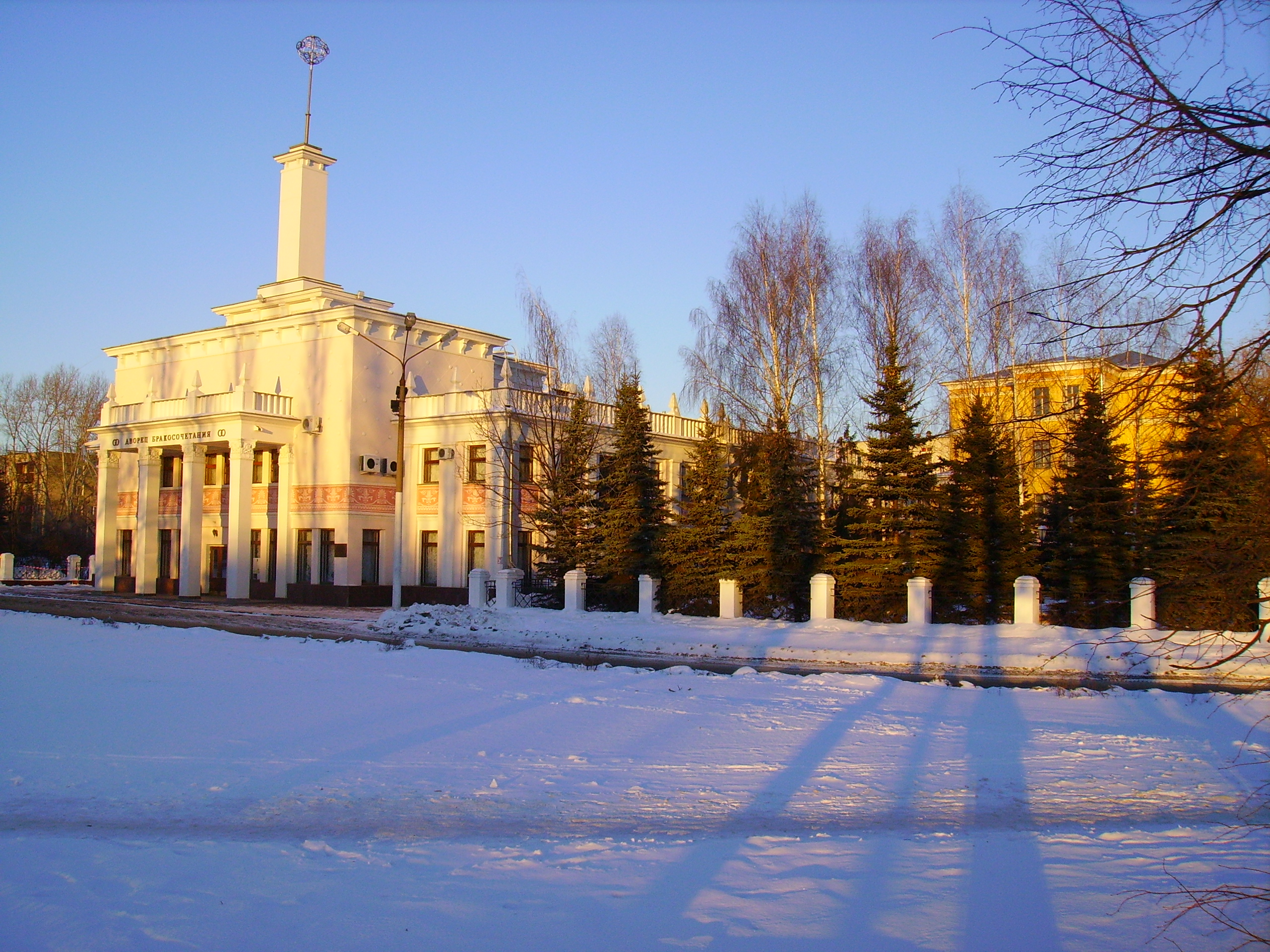
Bâtiment de célébration des mariages d'arrondissement

## Démographie
Recensements (*) et estimations de la population,,:
| 1939*   | 1959*   | 1970*   | 1979*   | 1989*   | 2002*   | 2010*   |
| ------- | ------- | ------- | ------- | ------- | ------- | ------- |
| 130 136 | 198 187 | 255 119 | 298 117 | 340 378 | 314 494 | 303 054 |

| 2012    | 2013    | 2014    | 2015    | 2016    | 2017    | 2018    |
| ------- | ------- | ------- | ------- | ------- | ------- | ------- |
| 301 634 | 301 069 | 300 647 | 300 737 | 300 436 | 299 790 | 298 698 |

| 2019    | 2020    | 2021*   | 2022    | 2023    | - | - |
| ------- | ------- | ------- | ------- | ------- | - | - |
| 296 890 | 296 500 | 294 591 | 291 561 | 291 520 | - | - |

## Lieux à visiter
- Cathédrale Saint-Nicolas de Nijni Novgorod